# 武次県
武次県（ぶじ-けん）は中華人民共和国遼寧省にかつて存在した県。現在の鳳城市北東部に相当する。
前漢により設置され、後漢により廃止された。